# Luis Yanes
Luis Yanes (Santa Marta, Magdalena, Colòmbia; 29 d'octubre de 1982) és un futbolista colombià que juga de davanter al NorthEast United de la Superlliga Índia.
L'any 2003 va guanyar el campionat de Primera B amb el Boyacá Chicó. Al segon semestre de 2009 va jugar amb el Cúcuta Deportivo. Durant el mateix període però de 2010 va jugar pel Boyacá Chicó, club del qual surt al començament de 2011, per anar a La Equidad. El juliol de 2011 es va incorporar al Zamora de la Primera Divisió de Veneçuela
Està casat amb l'excampiona mundial de patinatge Ana Maria Rodríguez, de qui es va separar. Ha estat involucrat en diversos casos d'agressió, violència i maltractaments contra la seva exmuller.